# 562 Salome
562 Salome је астероид главног астероидног појаса. Приближан пречник астероида је 30,67 km,
а средња удаљеност астероида од Сунца износи 3,020 астрономских јединица (АЈ).
Инклинација (нагиб) орбите у односу на раван еклиптике је 11,124 степени, а орбитални период износи 1917,863 дана (5,250 година). Ексцентрицитет орбите астероида износи 0,095.
Апсолутна магнитуда астероида износи 9,95 а геометријски албедо 0,196.
Астероид је откривен 3. априла 1905. године.